# 食野家
食野家（めしのけ）は、江戸時代中期から幕末にかけて和泉国日根郡佐野村（現在の大阪府泉佐野市）を拠点として栄えた豪商の一族。北前船による廻船業や商業を行うほか、大名貸や御用金などの金融業も行い、巨財を築いた。
屋号は「和泉屋」。同じく同地で栄えた唐金家（からかねけ）とともに、江戸時代の全国長者番付「諸国家業じまん」でも上位に記されている。

## 概要
食野家の出自は、『食野家系譜』などの資料によると、楠木正成の子孫の大饗（おおあえ）氏。初代正久のときに武士から廻船業に乗り出したとされている。
食野家の廻船業は西回り航路が開かれて北前船が天下の台所に入港する17世紀後半には、100隻近い船を所有して全国市場に進出するなど大いに発展した。大坂から出航するときは木綿、綿実や菜種油などを運び、奥州からの帰りには米やニシンや干鰯（ほしか）などを運ぶなどして、廻船業や大名貸しなどで巨財を築き、大豪商となった。
摂津国西成郡春日出新田（現在の大阪市此花区春日出中）を入手し、さらに西道頓堀川付近、幸町や南堀江一帯に家屋倉庫を所有したほか、本拠である佐野村では豪壮な邸宅と海岸沿いの道路の両側に「いろは四十八蔵」と呼ばれた大小数十の倉庫群が建てられるなど、現在の泉佐野駅から浜側一帯が貝塚寺内や岸和田城下を凌ぐ「佐野町場（さのまちば）」として栄える中心的存在となった。岸和田藩では藩札の札元に任命されるなど、唐金家とともに同藩の財政を支える上で重要な役割を果していた。
1761年には鴻池家、三井家、加島屋など名だたる富豪と並んで同額の御用金を受け、1806年には三井家とともに本家が3万石、分家が1万石の買米を命じられた。大名貸しでは岸和田藩はもちろん尾張徳川家・紀州徳川家など全国の約30藩に400万両ともいわれる多額の資金を用立てた。
その後、幕末には廻船業が停滞したことや、廃藩置県で大名への莫大な貸金がほとんど返金されなかったこと、家人の放蕩などにより一気に没落に至り、同家は同地に現存していない。屋敷跡は1845年に佐野村が買収し、現在の泉佐野市立第一小学校となっており、松の木と井戸枠、石碑が残されている。またいろは四十八蔵も海岸筋に8棟が現存している。
邸宅跡は、2020年6月19日に日本遺産「荒波を越えた男たちの夢が紡いだ異空間 〜北前船寄港地・船主集落〜」の構成文化財の1つに追加認定されている。

## エピソード
- 食野家の当時の発展ぶりを示すエピソードが多数残されている。
  - 地元の盆踊り（佐野くどき）では「加賀国の銭屋五兵衛か和泉のメシか」と唄われている[6]。
  - 大名貸しをしていた紀州藩では、参勤交代の往復に紀州公が食野家に立ち寄ったといわれ、ざれ歌で「紀州の殿さんなんで佐野こわい、佐野の食野に借りがある」と唄われた[3]。
  - 食野の当主（佐太郎を世襲）が、にわか雨に遇った紀州公の大名行列に、家来千人分の傘を貸した。紀州公がその傘を千人の片目男に一本ずつ持たせて返しにやると、食野家ではただちに千個の欠け茶碗で、全員に冷や飯を振舞った。ここから、「佐太郎」は冷や飯の代名詞とされ、川柳に「佐太郎を三度いただく居候」や「佐太郎は茶金の上に腰を掛け」など唄われた[3]。
  - 井原西鶴の日本永代蔵に、唐金家とともにモデルとなったといわれている（同作品中に食野家の所有する千石船「大通丸」をもじった「神通丸」が登場する）[7]。
  - 上方落語「莨（たばこ）の火」に、気前のいいお大尽「食（めし）の旦那」として実名登場する[8]。

- 末裔にプロサッカー選手の食野亮太郎[9]・食野壮磨兄弟がいる。